# Pandemia de COVID-19 en Camboya
El primer caso de la Pandemia del COVID-19 en Camboya ocurrió el 27 de enero del 2020 en la Ciudad de Sihanoukville. es parte de la pandemia en curso de la enfermedad por coronavirus (COVID-19) causada por el síndrome respiratorio agudo severo coronavirus 2 (SARS-CoV-2). Según el informe de Global Health Security Index de 2019, Camboya ocupó el puesto 89 entre 195 países en preparación para un brote de enfermedades infecciosas.
La respuesta de Camboya fue elogiada por la Organización Mundial de la Salud por evitar un brote a gran escala y por permitir que los pasajeros del MS Westerdam atracaran en febrero. También ha recibido críticas por restar importancia al riesgo de un brote durante las primeras etapas de la pandemia, persecución de los críticos y por la falta de transparencia en las pruebas. La pandemia ha tenido un impacto severo en la economía , en particular en los sectores del turismo y de la confección, con proyecciones de un aumento duradero en pobreza y desempleo.
Hasta el 28 de marzo de 2021, se contabiliza la cifra de 2,147 casos confirmados, de 8 fallecimientos y 1,132 pacientes recuperados del virus.

## Antecedentes
El 12 de enero de 2020, la Organización Mundial de la Salud (OMS) confirmó que un nuevo coronavirus fue la causa de una enfermedad respiratoria en un grupo de personas en la ciudad de Wuhan, provincia de Hubei , China, que se informó a la OMS el 31 de diciembre de 2019.
La tasa de letalidad de COVID-19 ha sido mucho más baja que la del SARS de 2003, pero la transmisión ha sido significativamente mayor, con un número total de muertes significativo.

## Cronología

### Enero 2020

#### 27 de enero
Un estante de desinfectante de manos vacío en Kep el 28 de enero, el día después de que se confirmó el primer caso en Camboya las 3 de la  tarde, se confirmó el primer caso en Sihanoukville de un hombre chino de 60 años que llegó el 23 de enero desde Wuhan , Hubei con su familia. Otros tres miembros de su familia fueron puestos en cuarentena porque no parecían tener síntomas, mientras que él fue colocado en una habitación separada en el Hospital de Referencia de Preah Sihanouk.

### Febrero 2020

#### 10 de febrero
Después de dos semanas de ser tratado y mantenido en observación, se había recuperado por completo, informó el Ministerio de Salud debido a que el Instituto Pasteur de Camboya dio negativo por tercera vez. La familia finalmente fue dada de alta y voló de regreso a su país de origen al día siguiente, ya que de los 80 ciudadanos chinos que llegaron a Sihanoukville en el mismo vuelo que él, la mayoría regresó a China, aunque la ciudad de Wuhan permanece en cuarentena.

#### 13 de febrero

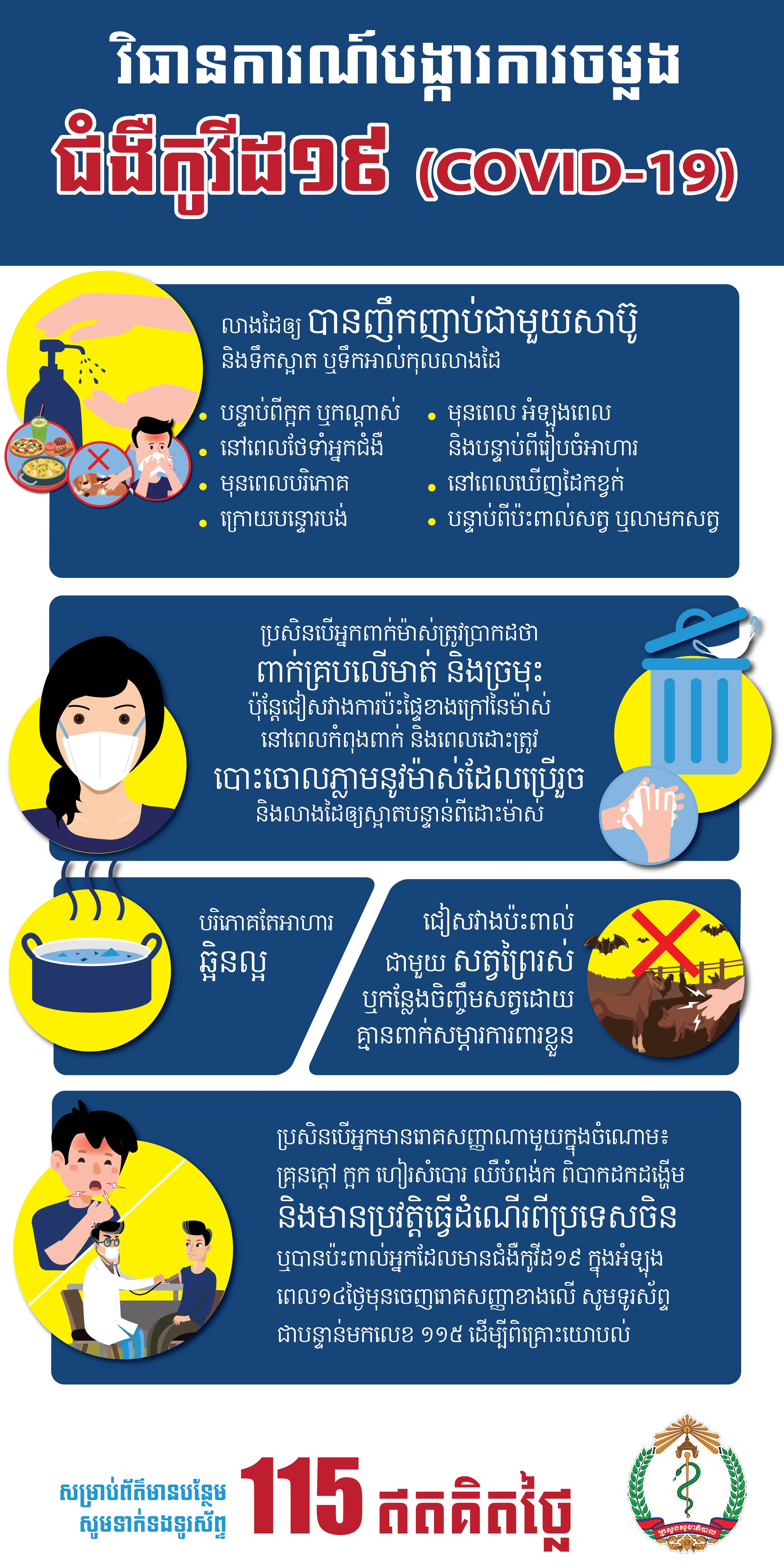
Póster de medidas preventivas del Departamento de Control de Enfermedades Transmisibles (CDCD)

Según los informes, el crucero MS  Westerdam llevaba a 1.455 pasajeros y 802 tripulantes por Asia, de los cuales 651 eran ciudadanos estadounidenses. Anteriormente estaba atracado en Hong Kong, en la época en que fue gravemente afectado por el virus. El Westerdam llegó a Sihanoukville el 13 de febrero después de que cuatro países lo rechazaran debido a preocupaciones por el virus. Unos 20 pasajeros a bordo, que no se encontraban bien, se sometieron a pruebas clínicas, pero a la gran mayoría se les tomó la temperatura y completaron un formulario. La mayoría de estos pasajeros desembarcaron luego. Este movimiento fue elogiado por la Organización Mundial de la Salud (OMS), quien lo calificó como un “ejemplo de solidaridad internacional”.
De los 145 pasajeros de Westerdam que se detuvieron en Malasia en avión el 15 de febrero, una mujer estadounidense de 83 años dio positivo por el virus, lo que generó preocupación de que otros pasajeros también pudieran haber sido infectados. Sólo entonces, los 781 pasajeros restantes fueron aislados y sometidos a pruebas clínicas, y aun así, el Westerdam fue criticado porque no estaba diseñado para cuarentena y los pasajeros pudieron socializar.
Se dice que un comediante con sede en Oregon que fue contratado para actuar en el Westerdam se burló de la cuarentena al escabullirse en un vuelo de regreso a Seattle. Sin embargo, afirmó que la cuarentena nunca se llevó a cabo y fue aprobada por los CDC de EE. UU. En ambos extremos. 
Las pruebas posteriores realizadas a la mujer estadounidense que ya había regresado a casa dieron resultados negativos, ya que, después de todo, nunca había portado el virus, dijeron los CDC de EE. UU. El 6 de marzo. Si bien el CDC no había examinado a la mujer directamente, se confirmó que después del resultado positivo inicial de la paciente, dos pruebas posteriores dieron negativo. No estaba claro por qué inicialmente dio positivo en COVID-19, aunque los funcionarios de los CDC han dicho que podría haber tenido otra enfermedad respiratoria.

### Marzo 2020

#### 7 de marzo

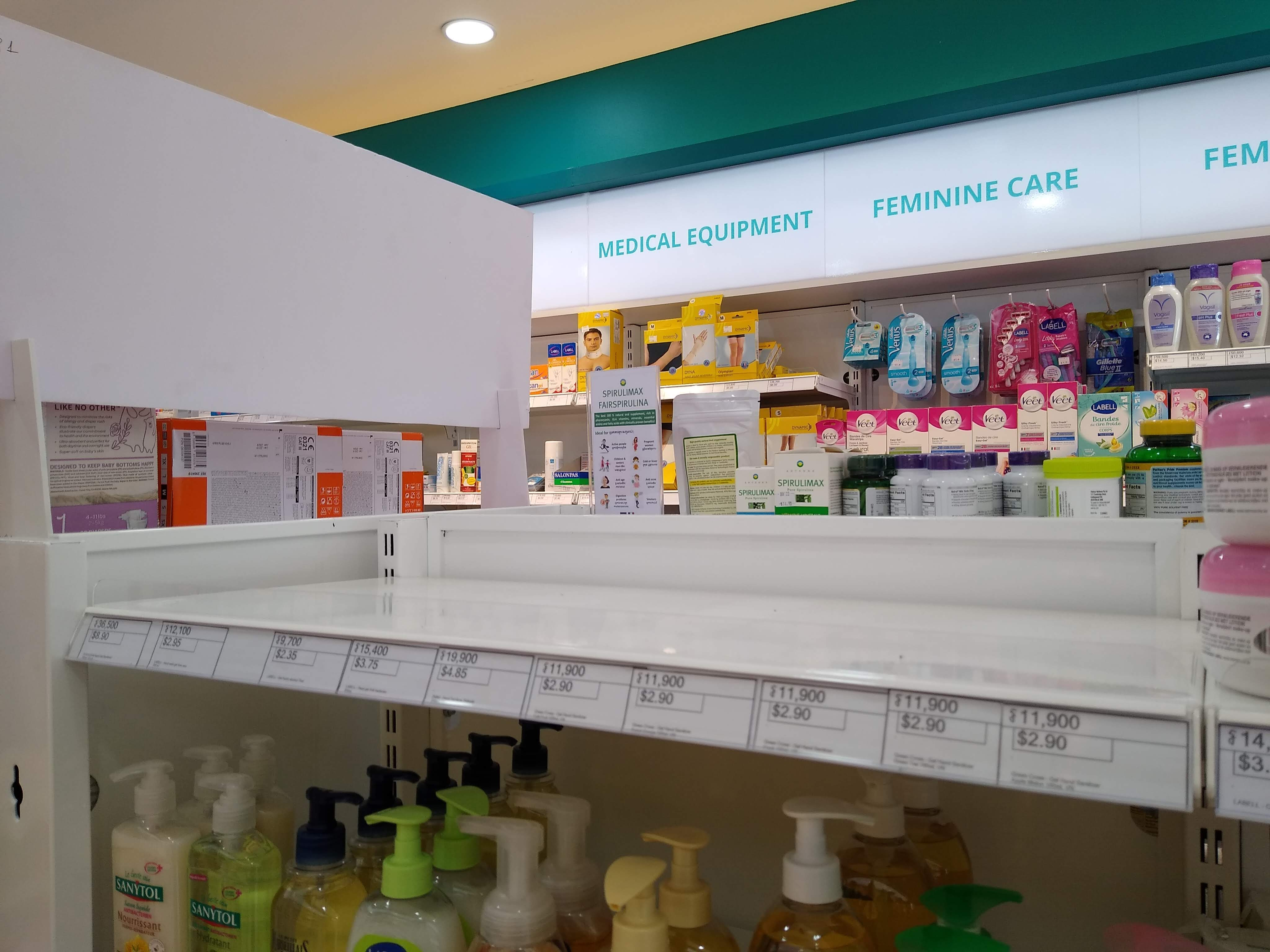
Un estante de desinfectante de manos vacío en Kep el 28 de enero, el día después de que se confirmó el primer caso en Camboya

El segundo caso del coronavirus fue un hombre de 38 años, un camboyano en Siem Reap . Él estaba entre las cuatro personas (tres de los familiares del hombre y una mujer japonesa) puestas en cuarentena en el Hospital Provincial de Referencia de Siem Reap, todas las cuales tuvieron contacto directo con un hombre japonés de unos 40 años que salió de Camboya el 3 de febrero y dio positivo a su llegada. en su país en el Aeropuerto Internacional Chubu Centrair en Tokoname , Aichi . Mientras tanto, unas 40 personas más en la misma ciudad habían sido aisladas bajo supervisión médica desde contactos indirectos con el mismo japonés. El gobierno impulsó su decisión de cerrar todas las escuelas y canceló el próximo Songkran en la ciudad.

#### 10 de marzo
El Ministerio de Salud confirmó el tercer caso del país. A las 4:30  p. m., una mujer británica de 65 años había dado positivo al virus en Kampong Cham . Era pasajera de un crucero llamado Viking Cruise Journey, que viajaba desde la ciudad de Ho Chi Minh a la ciudad de Kampong Cham.
La mujer tomó un vuelo de Londres directamente a Hanói el 2 de marzo y luego otro vuelo a la ciudad de Ho Chi Minh con otras cuatro personas, todas británicas. Al llegar a Phnom Penh el 7 de marzo a través del crucero, se informó que una mujer vietnamita, que estaba sentada junto al grupo en el avión desde Londres, había portado el virus. Se tomaron muestras del grupo de cinco para su análisis. Dos de ellos se negaron, alegando que estaban sanos y no tenían síntomas, hasta que el crucero llegó a Kampong Cham el 9 de marzo.

#### 11 de marzo
Después del evento, el barco había sido atracado para proporcionar muestras para ser analizadas de los otros 29 pasajeros y 34 miembros de la tripulación y fueron puestos en cuarentena en un hotel en algún lugar de la ciudad. La paciente británica fue trasladada al Royal Phnom Penh Hospital en Phnom Penh a petición propia, y agregó que había sido realizada con la coordinación de la OMS .

#### 12 de marzo
Se confirmó públicamente al mediodía que otros casos de dos pasajeros de Viking Cruise Journey dieron positivo en un hombre británico de 73 años y su esposa de 69, lo que eleva a cinco los casos confirmados en ese momento. Debido a sus edades, la pareja casada fue trasladada al Hospital de la Amistad Khmer-Soviético en Phnom Penh.

#### 13 de marzo
Los funcionarios de salud confirmaron dos casos en Phnom Penh a las 8  p. m. agudo, sumando siete en total. Un canadiense de 49 años y un belga de 33 años estaban en cuarentena en el Hospital de la Amistad Khmer-Soviético . Las autoridades estaban tratando de localizar a quienes tenían contactos con los pacientes.
Por el momento, se sospechaba que otros dos visitantes del Museo del Genocidio Tuol Sleng (un británico y su amiga, una mujer canadiense que trabajaba en China) tenían los síntomas y fueron ingresados en dicho hospital. Un británico, sin embargo, escapó pero fue encontrado más tarde en Kampot y hospitalizado allí. Las pruebas dieron negativo, asumiendo que solo tenían fiebre. Sin embargo, su autocontrol era necesario para cualquier cambio.
Desde entonces, todos los cruceros tenían prohibido ingresar al país a través del puesto de control de K'am Samnar y cualquier otro punto de control.

#### 14 de marzo
Como resultado del día anterior, a las 12:57  p. m., MOEYS publicó un artículo, declarando que tendrían que cerrar todos los institutos educativos en Phnom Penh por un tiempo hasta nuevo aviso, también lo hizo una ONG de donde había estado trabajando el belga.
Según el comunicado de prensa del Ministerio de Salud, Camboya anunció la prohibición de todas las entradas desde Italia, Alemania, España, Francia y Estados Unidos, por lo que todas las visas quedarían sin duda suspendidas. Esta política se mantendría durante treinta días, a partir del 17 de marzo.

#### 15 de marzo
Irán fue agregado a la lista de países cuyos ciudadanos fueron suspendidos la entrada a Camboya, haciendo un total de seis. Esto entraría en vigor el 18 de marzo.
Se confirmó un caso adicional de COVID-19 en Phnom Penh a las 5  p. m. en un hombre francés, 35. Con su esposa y su bebé de cuatro meses, la familia voló de París a Singapur el 13 de marzo. Con signos de fiebre, las autoridades tomaron sus muestras para examinarlas. Para esperar los resultados, no se le permitió continuar, sin embargo, como se presentó un chequeo médico de seguimiento, se le informó que podía continuar y los resultados estarían disponibles en consecuencia.
La familia partió y aterrizó en el aeropuerto internacional de Phnom Penh la mañana del 14 de marzo. El mismo día, la prueba resultó positiva. El 15 de marzo, el hombre fue admitido en el Hospital de la Amistad Khmer-Soviético mientras su esposa e hijo se alojaban en la casa de un familiar bajo supervisión médica.
Se encontraron contactos con el hombre en el avión que abordó, en total 24 pasajeros (entre ellos él y su familia), y otros dos transportistas que los llevaron a casa, para ser examinados. A las 9  p. m., se publicó un informe de 4 casos más, contabilizados hasta doce al final del día. Incluyó a un hijo de 4 meses del paciente francés, un camboyano de Francia y dos musulmanes jemeres, de 35 y 39 años, que asistieron a un evento en una mezquita cerca de Kuala Lumpur , Malasia , el 29 de febrero. Los diez asistentes al evento de la mezquita llegaron a Preah Vihear (excepto uno, que llegó a Stung Treng ) el 3 de marzo y hasta el 14 de marzo, Malasia informó que había encontrado a los infectados de esa reunión. Otras 8 personas estaban continuamente en pruebas.

#### 16 de marzo
Luego, los cierres de instituciones educativas se expandieron a todo el país.

#### 17 de marzo
En el lapso de dos días, el total de casos confirmados aumentó a 33. A las 9  y media de la mañana, se declararon públicamente 12 casos. Se descubrió que 11 jemeres estaban infectados en varias provincias. Se encontraban entre las 79 personas que regresaban de asistir a un evento en una mezquita en Malasia. Otro caso se refería además a un hombre camboyano que cruzó la frontera de Tailandia en Banteay Meanchey.  A las 9:00  p. m., se incluyeron nueve casos más, seis asistentes más en Malasia y tres malayos de un grupo de cinco. Dos del grupo fueron puestos en cuarentena en una mezquita en Kep. El gobierno ordenó el cierre extendido de los clubes de karaoke y cines y prohibió todas las reuniones y conciertos religiosos.

#### 18 de marzo
Se detectaron cuatro casos más: dos malasios en Kampot y dos asistentes más en Tboung Khmum.
En respuesta a Vietnam decidió cerrar unilateralmente las fronteras con Camboya y sin previo aviso, la Ministerio de Asuntos Exteriores anunció la suspensión de todos los cruces fronterizos con Vietnam por un período de un mes, con la excepción de los diplomáticos y los titulares de pasaportes oficiales. La medida entraría en vigor el 20 de marzo para evitar inconvenientes con los requisitos de cuarentena para ambas naciones.
Se informó que Tailandia cerró unilateralmente el cruce fronterizo provincial entre Camboya y Tailandia.
El gobierno había establecido un comité nacional para combatir el COVID-19, tenía el deber de establecer la política y estrategia nacional relacionada con la lucha contra el COVID-19 y controlar el impacto del virus en la política, la economía y la sociedad a nivel nacional e internacional. niveles. El comité se vio obligado a dirigir la implementación del plan estratégico para prevenir, contener y controlar la propagación del virus.

#### 19 de marzo
Se detectaron diez casos más: dos esposas de los hombres infectados, dos asistentes más y seis malasios.

#### 20 de marzo
El Ministerio de Salud anunció otros 4 casos confirmados: un malasio y tres camboyanos, uno de los cuales estaba infectado por un asistente de Malasia y no tenía antecedentes de viajes recientes al extranjero.

#### 21 de marzo
Se confirmaron dos casos más a las 21.00  horas, un francés de 67 años y otro francés de 80 años que llegaron a Sihanoukville como turistas el 18 de marzo. 37 personas sospechosas de tener contactos fueron puestas en cuarentena.

#### 22 de marzo
Habiendo dado negativo unas cuantas veces, una paciente de 65 años, mujer británica, informó que se recuperó por completo. Se dijo que fue dada de alta ese mismo día.
Después de las reuniones bilaterales entre Camboya y Tailandia se llegó a un acuerdo sobre el cierre de todas las fronteras a partir del 23 de marzo durante 14 días. Se hizo una excepción en el cruce fronterizo de Poipet-Aranyaprathet, donde solo se permitían camiones pesados en condiciones estrictas.
A las 10  p. m., más 29 personas vinculadas en el mismo grupo turístico de los casos confirmados la noche anterior, más dos guías camboyanos fueron detectados del virus. El grupo de turistas llegó a Camboya el 11 de marzo, visitando cuatro provincias. Cuando la gira terminó en Sihanoukville el 18 de marzo, el grupo se había alojado en el Independence Hotel y tenía previsto partir de Phnom Penh el 21 de marzo.

#### 23 de marzo
A las 19:30, se registraron tres nuevos casos, entre ellos una madre de un niño de 4 meses a quien ella y su bebé habían sido sometidos a tratamiento en el Hospital Infantil Kantha Bopha y otros dos camboyanos.

#### 24 de marzo
El Ministerio de Salud registró cuatro nuevos casos, que se elevaron a 91. Una pareja británica y una pareja estadounidense eran pasajeros de Viking Cruise Journey, donde el resto de ellos, 24 personas, fueron autorizados y partirían hacia casa desde Phnom Penh en vuelos charter al día siguiente. .  También agregó que cuatro pacientes, dos de Tboung Khmum y otros dos de Battambang, dieron negativo dos veces y estaban listos para ser dados de alta.

#### 25 de marzo
Camboya registró cinco casos nuevos, dos del grupo de turistas francés y 3 camboyanos sin viajes al extranjero recientes.
Cuatro pacientes más, tres de Phnom Penh y uno de Tboung Khmum, se habían recuperado por completo ese día.
174 ciudadanos chinos habían sido puestos en cuarentena en Svay Rieng a su llegada desde Phnom Penh en autobús después de que dos de ellos presentaran altas temperaturas.

#### 26 a 31 de marzo
Según se informa, alrededor de 40 mil trabajadores de Tailandia habían regresado a sus hogares. Se ordenó a las autoridades locales que prestaran mucha atención e informaran sobre las medidas preventivas y se pusieran en cuarentena durante dos semanas.
Entre el 26 y el 28 de marzo, se agregaron a los casos confirmados dos indonesios que despegaban de Tailandia y una familia camboyana de cuatro personas que viajó a Francia.
Del 29 al 31 de marzo, se agregaron seis casos al total de 109 al final del mes.
Se informó que once pacientes de Koh Kong, Banteay Meanchey, Phnom Penh, Kampong Chhnang, Battambang y Siem Reap se habían recuperado de la enfermedad.
El 28 de marzo, el gobierno ordenó imponer restricciones de viaje a Camboya, a partir del 30 de marzo. Declaró que suspendería la política de exención de visas y la emisión de visas de turista, visas electrónicas y visas a la llegada a todos los extranjeros por un período de un mes. Cualquier persona extranjera que ingrese al país debe obtener una visa previa de las misiones camboyanas en el exterior y proporcionar un certificado médico, emitido no más de 72 horas antes de la hora de llegada y prueba de que posee al menos 50 mil dólares para cobertura médica.
Las autoridades localizaron a 340 personas que tenían contactos indirectos con un grupo de turistas franceses infectados en Siem Reap.
El 30 de marzo, todos los casinos recibieron la orden de cerrar temporalmente a partir del 1 de abril.

### Abril 2020

#### 1 a 9 de abril
En un lapso de nueve días, Camboya contó nueve casos nuevos, el más notable el 9 de abril, se descubrió que un paciente dado de alta recaía dos días después.  Además, se informó que 48 pacientes se habían recuperado, la mayoría en Sihanoukville, sumando 68 en total.
Para garantizar la seguridad alimentaria del país durante el brote, las exportaciones de arroz se interrumpirán a partir del 6 de abril.
El 7 de abril, el gobierno rechazó el regreso previsto de 150 trabajadores camboyanos de Malasia para reforzar la seguridad de su país.
Se ordenó el cierre temporal de salones de masajes y spas en todo el país a partir del 7 de abril.
Las celebraciones del Año Nuevo Khmer programadas del 13 al 16 de abril se cancelaron, implementando la política de no vacaciones para todos los empleados y funcionarios.  El gobierno prometió proporcionar 70 dólares al mes a cualquier trabajador despedido cuyas fábricas estuvieran suspendidas.  Para aquellos que se van de vacaciones tendrían que tomar cuarentena durante dos semanas sin paga cuando regresen al trabajo.
El 8 de abril se emitió una ley para prohibir los viajes entre provincias y entre distritos fuera de la capital con excepciones para transportistas de mercancías, fuerzas armadas y funcionarios públicos a partir de la medianoche del día 10 y durarían una semana hasta el 16.

### Mayo 2020

#### 21 de mayo
Después de una racha de un mes sin nuevos casos, el Ministerio de Salud informó un nuevo caso importado de un hombre que viajaba desde Filipinas. Los otros 62 pasajeros del vuelo están en cuarentena en un hotel en Phnom Penh.

### Agosto 2020
Se permitió reabrir un pequeño número de escuelas privadas para la enseñanza presencial, con una serie de protocolos de seguridad obligatorios.

### Septiembre de 2020
Las escuelas de todo el país se reabrieron para la enseñanza en persona el 7 de septiembre después de un cierre de seis meses. Las autoridades exigieron controles de temperatura, uso de mascarillas, higiene y el número máximo de ocupantes por habitación.
Los casinos comenzaron a reabrir a fines de septiembre.

### Octubre de 2020
La carrera anual Bon Om Touk (Festival del Agua) en Phnom Penh se canceló para minimizar el riesgo de grandes reuniones.

### Noviembre 2020

#### Visita del ministerio de relaciones de Hungría
El 3 de noviembre, el ministro de Relaciones Exteriores de Hungría, Péter Szijjártó, visitó Camboya, mantuvo reuniones con altos funcionarios del gobierno y firmó tres acuerdos. Szijjártó dio positivo a su regreso a Bangkok al día siguiente, lo que llevó al personal de 13 instituciones gubernamentales, incluido el primer ministro Hun Sen, a entrar en cuarentena. Al 11 de noviembre, el Ministerio de Salud había probado más de 1.000 contactos y había comenzado los esfuerzos de localización de contactos en siete provincias, con cuatro contactos que dieron positivo. escuelas, los museos, los lugares de entretenimiento, los cines, las cervecerías al aire libre y los gimnasios de Phnom Penh y Kandal estuvieron cerrados durante dos semanas, y se aconsejó al público que evitara grandes reuniones como bodas, cenas de grupo y conciertos.
Hun Sen descartó los rumores de que se estaba considerando un bloqueo el 12 de noviembre. También se cambiaron los procedimientos de llegada internacional, exigiendo una estricta cuarentena de 14 días para todas las llegadas, independientemente de una prueba negativa.
Las restricciones relacionadas con el "evento del 3 de noviembre" se levantaron el 21 de noviembre.

### Primera transmisión local
El 29 de noviembre, Camboya informó de la primera transmisión conocida de la comunidad local sobre una mujer en Phnom Penh sin antecedentes de viajes al extranjero. Los seis miembros de su familia, incluido su esposo, quien es el director general del Departamento General de Prisiones, también dieron positivo.  centro comercial AEON en Phnom Penh estaba cerrado porque la mujer lo había visitado recientemente y comenzaron los esfuerzos de localización de contactos en toda la ciudad y en otras tres provincias. Al 30 de noviembre, 3.382 personas se habían sometido a la prueba como parte de este grupo y 14 personas dieron positivo. El gobierno también canceló el resto del año escolar 2020.

## Estadísticas
| Casos de COVID-19 en Camboya Muertes Recuperaciones Casos activos enefebmarabrmayjunjulagosepoctnovdicÚltimos 15 días | Casos de COVID-19 en Camboya Muertes Recuperaciones Casos activos enefebmarabrmayjunjulagosepoctnovdicÚltimos 15 días | Casos de COVID-19 en Camboya Muertes Recuperaciones Casos activos enefebmarabrmayjunjulagosepoctnovdicÚltimos 15 días | Casos de COVID-19 en Camboya Muertes Recuperaciones Casos activos enefebmarabrmayjunjulagosepoctnovdicÚltimos 15 días | Casos de COVID-19 en Camboya Muertes Recuperaciones Casos activos enefebmarabrmayjunjulagosepoctnovdicÚltimos 15 días |
| --- | --- | --- | --- | --- |
| Fecha | Fecha | | N.º de casos | N.º de casos |
| 01/27 | 01/27 | | 1 | |
| ⋮ | | | | |
| 02/10 | 02/10 | | 1 | 1 |
| ⋮ | | | | |
| 03/07 | 03/07 | | 2(+1) | 1 |
| 03/08 | 03/08 | | 2 | 1 |
| 03/09 | 03/09 | | 2 | 1 |
| 03/10 | 03/10 | | 3(+1) | 1 |
| 03/11 | 03/11 | | 3 | 1 |
| 03/12 | 03/12 | | 5(+2) | 1 |
| 03/13 | 03/13 | | 7(+2) | 1 |
| 03/14 | 03/14 | | 7 | 1 |
| 03/15 | 03/15 | | 12(+5) | 1 |
| 03/16 | 03/16 | | 12 | 1 |
| 03/17 | 03/17 | | 33(+21) | 1 |
| 03/18 | 03/18 | | 37(+4) | 1 |
| 03/19 | 03/19 | | 47(+10) | 1 |
| 03/20 | 03/20 | | 51(+4) | 1 |
| 03/21 | 03/21 | | 53(+2) | 1 |
| 03/22 | 03/22 | | 84(+31) | 2(+1) |
| 03/23 | 03/23 | | 87(+3) | 2 |
| 03/24 | 03/24 | | 91(+4) | 6(+4) |
| 03/25 | 03/25 | | 96(+5) | 10(+4) |
| 03/26 | 03/26 | | 98(+2) | 11(+1) |
| 03/27 | 03/27 | | 98 | 11 |
| 03/28 | 03/28 | | 102(+4) | 13(+2) |
| 03/29 | 03/29 | | 103(+1) | 21(+8) |
| 03/30 | 03/30 | | 107(+4) | 23(+2) |
| 03/31 | 03/31 | | 109(+2) | 23 |
| 04/01 | 04/01 | | 109 | 25(+2) |
| 04/02 | 04/02 | | 110(+1) | 34(+9) |
| 04/03 | 04/03 | | 114(+4) | 35(+1) |
| 04/04 | 04/04 | | 114 | 49(+14) |
| 04/05 | 04/05 | | 114 | 50(+1) |
| 04/06 | 04/06 | | 114 | 53(+3) |
| 04/07 | 04/07 | | 115(+1) | 58(+5) |
| 04/08 | 04/08 | | 117(+2) | 63(+5) |
| 04/09 | 04/09 | | 118(+1) | 68(+5) |
| 04/10 | 04/10 | | 119(+1) | 72(+4) |
| 04/11 | 04/11 | | 120(+1) | 75(+3) |
| 04/12 | 04/12 | | 122(+2) | 77(+2) |
| 04/13 | 04/13 | | 122 | 77 |
| 04/14 | 04/14 | | 122 | 91(+14) |
| 04/15 | 04/15 | | 122 | 96(+5) |
| 04/16 | 04/16 | | 122 | 98(+2) |
| 04/17 | 04/17 | | 122 | 98 |
| 04/18 | 04/18 | | 122 | 103(+5) |
| 04/19 | 04/19 | | 122 | 105(+2) |
| 04/20 | 04/20 | | 122 | 107(+2) |
| 04/21 | 04/21 | | 122 | 110(+3) |
| 04/22 | 04/22 | | 122 | 110 |
| 04/23 | 04/23 | | 122 | 110 |
| 04/24 | 04/24 | | 122 | 110 |
| 04/25 | 04/25 | | 122 | 117(+7) |
| 04/26 | 04/26 | | 122 | 117 |
| 04/27 | 04/27 | | 122 | 119(+2) |
| 04/28 | 04/28 | | 122 | 119 |
| 04/29 | 04/29 | | 122 | 119 |
| 04/30 | 04/30 | | 122 | 119 |
| 05/01 | 05/01 | | 122 | 119 |
| 05/02 | 05/02 | | 122 | 120(+1) |
| ⋮ | | | | |
| 05/12 | 05/12 | | 122 | 121(+1) |
| 05/13 | 05/13 | | 122 | 121 |
| 05/14 | 05/14 | | 122 | 121 |
| 05/15 | 05/15 | | 122 | 121 |
| 05/16 | 05/16 | | 122 | 122(+1) |
| 05/17 | 05/17 | | 122 | 122 |
| 05/18 | 05/18 | | 122 | 122 |
| 05/19 | 05/19 | | 122 | 122 |
| 05/20 | 05/20 | | 122 | 122 |
| 05/21 | 05/21 | | 123(+1) | 122 |
| 05/22 | 05/22 | | 123 | 122 |
| 05/23 | 05/23 | | 124(+1) | 122 |
| ⋮ | | | | |
| 05/30 | 05/30 | | 125(+1) | 123(+1) |
| ⋮ | | | | |
| 06/06 | 06/06 | | 126(+1) | 123 |
| 06/07 | 06/07 | | 126 | 123 |
| 06/08 | 06/08 | | 126 | 124(+1) |
| 06/09 | 06/09 | | 126 | 124 |
| 06/10 | 06/10 | | 126 | 125(+1) |
| 06/11 | 06/11 | | 126 | 125 |
| 06/12 | 06/12 | | 126 | 125 |
| 06/13 | 06/13 | | 126 | 125 |
| 06/14 | 06/14 | | 128(+2) | 125 |
| 06/15 | 06/15 | | 128 | 125 |
| 06/16 | 06/16 | | 128 | 125 |
| 06/17 | 06/17 | | 128 | 126(+1) |
| 06/18 | 06/18 | | 129(+1) | 126 |
| 06/19 | 06/19 | | 129 | 126 |
| 06/20 | 06/20 | | 129 | 126 |
| 06/21 | 06/21 | | 129 | 127(+1) |
| 06/22 | 06/22 | | 129 | 127 |
| 06/23 | 06/23 | | 130(+1) | 127 |
| 06/24 | 06/24 | | 130 | 128(+1) |
| 06/25 | 06/25 | | 130 | 128 |
| 06/26 | 06/26 | | 130 | 128 |
| 06/27 | 06/27 | | 139(+9) | 129(+1) |
| 06/28 | 06/28 | | 141(+2) | 129 |
| 06/29 | 06/29 | | 141 | 130(+1) |
| 06/30 | 06/30 | | 141 | 130 |
| 07/01 | 07/01 | | 141 | 131(+1) |
| ⋮ | | | | |
| 07/11 | 07/11 | | 141 | 133(+2) |
| 07/12 | 07/12 | | 156(+15) | 133 |
| 07/13 | 07/13 | | 156 | 133 |
| 07/14 | 07/14 | | 165(+9) | 133 |
| 07/15 | 07/15 | | 165 | 133 |
| 07/16 | 07/16 | | 166(+1) | 133 |
| 07/17 | 07/17 | | 171(+5) | 133 |
| 07/18 | 07/18 | | 171 | 133 |
| 07/19 | 07/19 | | 171 | 136(+3) |
| 07/20 | 07/20 | | 171 | 136 |
| 07/21 | 07/21 | | 197(+26) | 140(+4) |
| 07/22 | 07/22 | | 197 | 140 |
| 07/23 | 07/23 | | 198(+1) | 142(+2) |
| 07/24 | 07/24 | | 202(+4) | 142 |
| 07/25 | 07/25 | | 225(+23) | 143(+1) |
| 07/26 | 07/26 | | 225 | 143 |
| 07/27 | 07/27 | | 225 | 147(+4) |
| 07/28 | 07/28 | | 226(+1) | 147 |
| 07/29 | 07/29 | | 233(+7) | 154(+7) |
| 07/30 | 07/30 | | 234(+1) | 162(+8) |
| 07/31 | 07/31 | | 234 | 164(+2) |
| 08/01 | 08/01 | | 239(+5) | 164 |
| 08/02 | 08/02 | | 240(+1) | 196(+32) |
| 08/03 | 08/03 | | 240 | 197(+1) |
| 08/04 | 08/04 | | 241(+1) | 200(+3) |
| 08/05 | 08/05 | | 243(+2) | 202(+2) |
| 08/06 | 08/06 | | 243 | 210(+8) |
| 08/07 | 08/07 | | 243 | 214(+4) |
| 08/08 | 08/08 | | 246(+3) | 215(+1) |
| 08/09 | 08/09 | | 248(+2) | 217(+2) |
| 08/10 | 08/10 | | 251(+3) | 219(+2) |
| 08/11 | 08/11 | | 266(+15) | 220(+1) |
| 08/12 | 08/12 | | 268(+2) | 220 |
| 08/13 | 08/13 | | 272(+4) | 223(+3) |
| 08/14 | 08/14 | | 273(+1) | 225(+2) |
| 08/15 | 08/15 | | 273 | 229(+4) |
| 08/16 | 08/16 | | 273 | 238(+9) |
| 08/17 | 08/17 | | 273 | 238 |
| 08/18 | 08/18 | | 273 | 238 |
| 08/19 | 08/19 | | 273 | 251(+13) |
| 08/20 | 08/20 | | 273 | 253(+2) |
| 08/21 | 08/21 | | 273 | 259(+6) |
| 08/22 | 08/22 | | 273 | 263(+4) |
| 08/23 | 08/23 | | 273 | 263 |
| 08/24 | 08/24 | | 273 | 263 |
| 08/25 | 08/25 | | 273 | 263 |
| 08/26 | 08/26 | | 273 | 264(+1) |
| 08/27 | 08/27 | | 273 | 264 |
| 08/28 | 08/28 | | 273 | 265(+1) |
| 08/29 | 08/29 | | 273 | 265 |
| 08/30 | 08/30 | | 273 | 265 |
| 08/31 | 08/31 | | 274(+1) | 266(+1) |
| 09/01 | 09/01 | | 274 | 266 |
| 09/02 | 09/02 | | 274 | 266 |
| 09/03 | 09/03 | | 274 | 271(+5) |
| 09/04 | 09/04 | | 274 | 272(+1) |
| 09/05 | 09/05 | | 274 | 272 |
| 09/06 | 09/06 | | 274 | 272 |
| 09/07 | 09/07 | | 274 | 272 |
| 09/08 | 09/08 | | 274 | 273(+1) |
| 09/09 | 09/09 | | 274 | 273 |
| 09/10 | 09/10 | | 274 | 273 |
| 09/11 | 09/11 | | 274 | 274(+1) |
| 09/12 | 09/12 | | 274 | 274 |
| 09/13 | 09/13 | | 275(+1) | 274 |
| 09/14 | 09/14 | | 275 | 274 |
| ⋮ | | | | |
| 09/27 | 09/27 | | 276(+1) | 274 |
| 09/28 | 09/28 | | 276 | 275(+1) |
| 09/29 | 09/29 | | 277(+1) | 275 |
| 09/30 | 09/30 | | 277 | 275 |
| 10/01 | 10/01 | | 277 | 275 |
| 10/02 | 10/02 | | 278(+1) | 275 |
| 10/03 | 10/03 | | 278 | 275 |
| 10/04 | 10/04 | | 278 | 275 |
| 10/05 | 10/05 | | 280(+2) | 275 |
| 10/06 | 10/06 | | 280 | 276(+1) |
| 10/07 | 10/07 | | 280 | 276 |
| 10/08 | 10/08 | | 281(+1) | 276 |
| 10/09 | 10/09 | | 282(+1) | 277(+1) |
| 10/10 | 10/10 | | 283(+1) | 277 |
| 10/11 | 10/11 | | 283 | 278(+1) |
| ⋮ | | | | |
| 10/17 | 10/17 | | 283 | 280(+2) |
| 10/18 | 10/18 | | 283 | 280 |
| 10/19 | 10/19 | | 283 | 280 |
| 10/20 | 10/20 | | 285(+2) | 280 |
| 10/21 | 10/21 | | 286(+1) | 280 |
| 10/22 | 10/22 | | 286 | 280 |
| 10/23 | 10/23 | | 286 | 280 |
| 10/24 | 10/24 | | 287(+1) | 283(+3) |
| ⋮ | | | | |
| 10/31 | 10/31 | | 291(+4) | 283 |
| 11/01 | 11/01 | | 291 | 283 |
| 11/02 | 11/02 | | 292(+1) | 283 |
| 11/03 | 11/03 | | 292(+1) | 283 |
| 11/04 | 11/04 | | 292(+1) | 283 |
| 11/05 | 11/05 | | 292 | 286(+3) |
| 11/06 | 11/06 | | 292 | 286 |
| 11/07 | 11/07 | | 294(+2) | 288(+2) |
| 11/08 | 11/08 | | 295(+1) | 288 |
| 11/09 | 11/09 | | 297(+2) | 288 |
| 11/10 | 11/10 | | 300(+3) | 288 |
| 11/11 | 11/11 | | 301(+1) | 288 |
| 11/12 | 11/12 | | 301 | 288 |
| 11/13 | 11/13 | | 301 | 289(+1) |
| 11/14 | 11/14 | | 302(+1) | 289 |
| 11/15 | 11/15 | | 302 | 289 |
| 11/16 | 11/16 | | 302 | 289 |
| 11/17 | 11/17 | | 303(+1) | 291(+2) |
| 11/18 | 11/18 | | 304(+1) | 291 |
| 11/19 | 11/19 | | 304 | 291 |
| 11/20 | 11/20 | | 304 | 294(+3) |
| 11/21 | 11/21 | | 305(+1) | 295(+1) |
| 11/22 | 11/22 | | 306(+1) | 295 |
| 11/23 | 11/23 | | 306 | 295 |
| 11/24 | 11/24 | | 306 | 296(+1) |
| 11/25 | 11/25 | | 307(+1) | 298(+2) |
| 11/26 | 11/26 | | 307 | 298 |
| 11/27 | 11/27 | | 307 | 298 |
| 11/28 | 11/28 | | 308(+1) | 299(+1) |
| 11/29 | 11/29 | | 315(+7) | 301(+2) |
| 11/30 | 11/30 | | 323(+8) | 301 |
| 12/01 | 12/01 | | 326(+3) | 304(+3) |
| 12/02 | 12/02 | | 329(+3) | 304 |
| Source: Communicable Disease Control Department                                                                       | | | | |

| Nacionalidad   | Casos |
| -------------- | ----- |
| Camboya        | 178   |
| Francia        | 43    |
| China          | 18    |
| Malasia        | 13    |
| Indonesia      | 9     |
| Estados Unidos | 7     |
| Reino Unido    | 6     |
| Vietnam        | 3     |
| Canadá         | 3     |
| India          | 2     |
| Kazajistán     | 1     |
| Bélgica        | 1     |
| Hungría        | 1     |
| Polonia        | 1     |
| Total          | 286   |

| Clasificación | Clasificación | Casos |
| ------------- | ------------- | ----- |
| Todos         | Todos         | 286   |
| Sexo          | Masculino     | 228   |
| Sexo          | Femenino      | 58    |
| Años          | 80 y más      | 1     |
| Años          | 70-79         | 8     |
| Años          | 60-69         | 43    |
| Años          | 50-59         | 22    |
| Años          | 40-49         | 24    |
| Años          | 30-39         | 65    |
| Años          | 20-29         | 114   |
| Años          | 10-19         | 4     |
| Años          | 0-9           | 3     |
| Años          | N/D           | 2     |

| Provincia           | Casos | Recuperaciones |
| ------------------- | ----- | -------------- |
| Banteay Meanchey    | 5     | 5              |
| Battambang          | 9     | 9              |
| Kampong Cham        | 16    | 16             |
| Kampong Chhnang     | 3     | 3              |
| Kampong Speu        | 3     | 3              |
| Provincia de Kompot | 2     | 2              |
| Kandal              | 2     | 2              |
| Kep                 | 4     | 4              |
| Koh Kong            | 2     | 2              |
| Phnom Penh          | 181   | 175            |
| Preah Vihear        | 2     | 2              |
| Siem Reap           | 9     | 9              |
| Sihanoukville       | 40    | 40             |
| Tboung Khmum        | 8     | 8              |
| Total               | 286   | 280            |

## Impacto
El Programa de las Naciones Unidas para el Desarrollo predijo en octubre de 2020 que la tasa de pobreza en Camboya podría duplicarse al 17,6% y el desempleo podría aumentar al 4,8% como resultado de la recesión del COVID-19.  Se prevé que la economía se contraiga un 5,5% en 2020, tras un crecimiento del 7% en 2019.
Según el Banco Asiático de Desarrollo , se estima que unas 390.000 personas han perdido su empleo. Solo el cierre de las fábricas de ropa, el mayor empleador de Camboya, ha dejado al menos a 100.000 personas desempleadas. Muchos camboyanos están endeudados con instituciones de microfinanzas , lo que las pone en riesgo de caer en la pobreza si no se pueden pagar los préstamos. Alrededor de 86.000 trabajadores migrantes camboyanos regresaron de Tailandia cuando entraron en vigor los cierres fronterizos, con oportunidades de empleo mínimas a su regreso.
La pandemia afectó gravemente al sector del turismo en Camboya, ya que los viajes internacionales se vieron interrumpidos por restricciones y se suspendieron todas las visas de turista. El centro turístico costero de Sihanoukville se vio afectado por una caída en las llegadas desde China. En Siem Reap , la venta de entradas para el parque nacional de Angkor se redujo a un promedio de 22 personas por día durante abril, dejando Angkor Wat , típicamente lleno de miles de turistas, casi vacío. En octubre, la venta de entradas para Angkor se redujo en un 98% con respecto a las ventas en octubre de 2019. La Aldea Cultural Camboyana permanentemente cerrada. Al menos 600 hoteles en todo el país han cerrado y más de 10,000 empleados del sector turístico se han quedado desempleados.
Más de 3 millones de niños se vieron afectados por el cierre de escuelas. UNICEF hizo hincapié en que adaptarse al aprendizaje en línea perjudica a los niños pobres de las zonas rurales de Camboya, y las interrupciones en la educación durante la pandemia podrían tener un impacto duradero.

## Asistencia humanitaria
El 23 de marzo, un equipo de siete médicos especialistas de Guangxi, en el sur de China, con suministros médicos, incluidos ventiladores, máscaras médicas, trajes protectores, kits de prueba y sensores de temperatura infrarrojos, aterrizó en Phnom Penh para ayudar a abordar la pandemia.
En abril de 2020, Vietnam donó a Camboya con suministros médicos de $ 100,000.

## Recepción
Se expresó preocupación por la falta de pruebas generalizadas; las pruebas se habían restringido a viajeros o personas con contacto con casos conocidos de COVID-19. Los casos de "gripe regular" no estaban siendo examinados.
Durante una conferencia de prensa el 27 de julio, en la marca de seis meses de la declaración de una emergencia de salud pública de importancia internacional , la Salud Organización Mundial de la directora general Tedros Adhanom elogiado Camboya por su éxito en "la prevención a brote a gran escala", junto con Nueva Zelanda , Ruanda , Vietnam y Tailandia. Sin embargo, surgieron preocupaciones sobre la falta de pruebas generalizadas; las pruebas se habían restringido a viajeros o personas con contacto con casos conocidos de COVID-19. Los casos de "gripe regular" no estaban siendo examinados. La falta de transparencia y el incumplimiento de los protocolos de seguridad también se plantearon a raíz de la visita del Ministro de Relaciones Exteriores de Hungría en noviembre y cuando varias personas que viajaban desde Camboya habían dado positivo por COVID-19 al llegar a otros países.
El 30 de marzo, Human Rights Watch criticó a las autoridades locales por participar en una "retórica incendiaria contra los grupos vulnerables y los extranjeros", incluida la mención específica de grupos (como el islam khmer ) como sujetos de casos positivos en una publicación de Facebook del 17 de marzo (que incitaba a la discriminación comentarios), y haber culpado a los extranjeros por su propagación. También ha criticado al gobierno de Camboya por utilizar medidas de emergencia para restringir las libertades, incluidas las detenciones "infundadas" de críticos y partidarios de la oposición por "incitación" o difusión de " noticias falsas ", incluidos miembros del Partido Nacional de Rescate de Camboya.y un periodista en línea que simplemente citó un discurso del primer ministro Hun Senen las redes sociales.